# Pfarrkirche Rohr im Kremstal

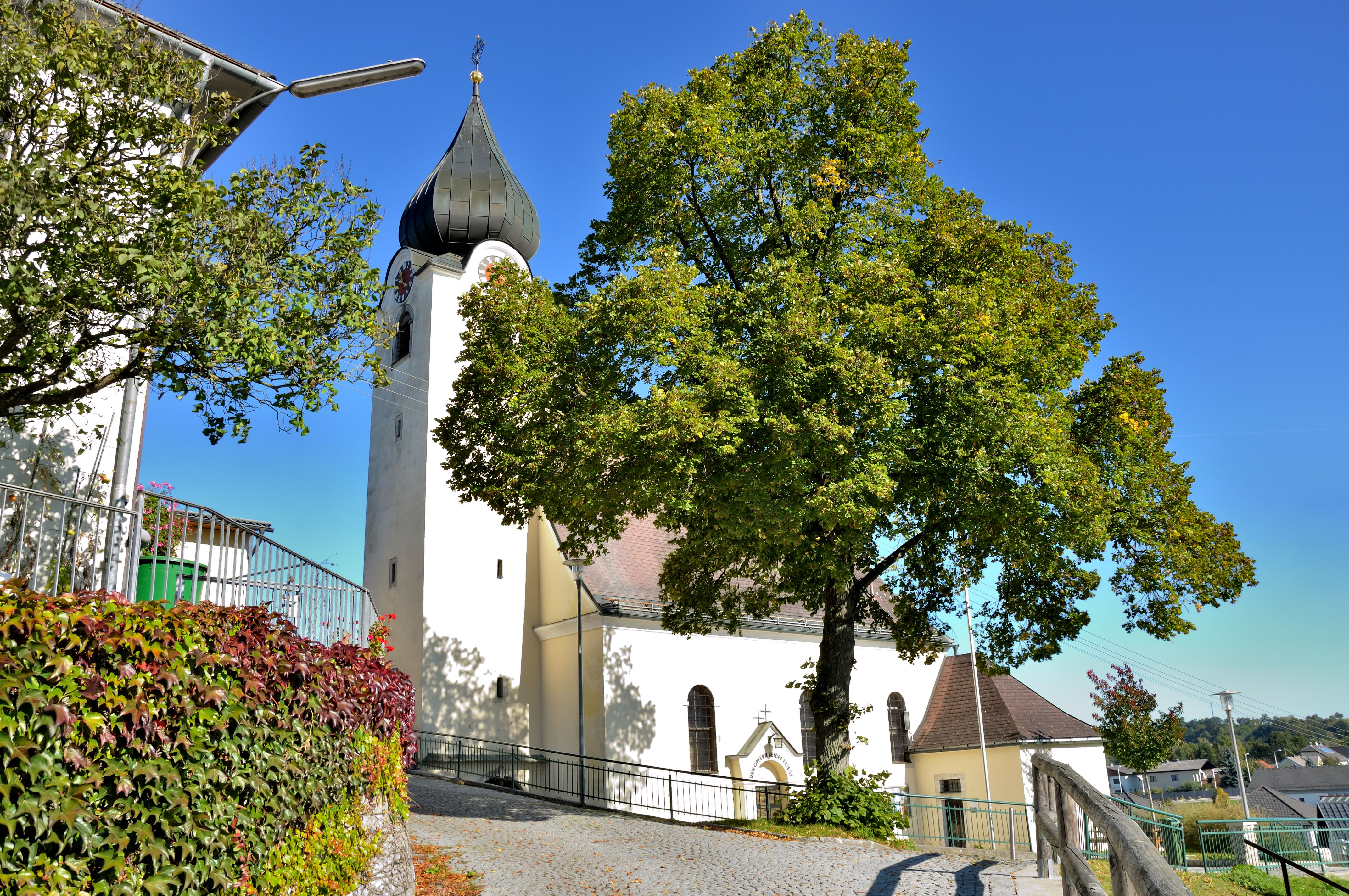
Pfarrkirche Mariä Himmelfahrt in Rohr im Kremstal

Die Pfarrkirche Rohr im Kremstal steht im Ort Rohr im Kremstal in der Gemeinde Rohr im Kremstal in Oberösterreich. Die römisch-katholische Pfarrkirche Mariä Himmelfahrt – dem Stift Kremsmünster inkorporiert – gehört zum Dekanat Kremsmünster in der Diözese Linz. Die Kirche steht unter Denkmalschutz.

## Geschichte
Eine Kirche wurde 1136 urkundlich genannt. Die gotische Kirche wurde um 1660/1665 barockisiert.

## Architektur
An das einschiffige dreijochige stichkappentonnengewölbte Langhaus schließt ein eingezogener zweijochiger Chor mit Dreiachtelschluss. Der Westturm trägt einen Zwiebelhelm.

## Ausstattung
Der Hochaltar aus 1949 ist in barocken Formen gehalten und trägt eine barocke Statue Muttergottes aus dem 3. Viertel des 17. Jahrhunderts. Das ehemalige Hochaltarbild Maria als Himmelskönigin vom Maler Martin Johann Schmidt (1774) wurde aus der Stiftskirche vom Stift Spital am Pyhrn hierher übertragen. Die Kanzel ist aus dem 3. Viertel des 18. Jahrhunderts.

## Orgel
Die derzeitige Orgel wurde 1993 eingebaut. Sie hat 8 Register.

## Glocken
Im 26 Meter hohen Glockenturm hängt ein vierstimmiges Geläute in den Tönen as1, c2, es2 und d3. Die Glocken 1 bis 3 wurden 1949 in St. Florian bei Linz gegossen. Die Sterbeglocke (Glocke 4) wurde 1921 ebenfalls in St. Florian bei Linz gegossen.